# Бубани, Дионис
Дионис Бубани (алб.  Dionis Bubani ; 18 сентября 1926, Бухарест — 10 февраля 2006, Тирана, Албания) — албанский писатель, поэт, журналист, переводчик, редактор.

## Биография
Родился в семье переводчика, редактора и журналиста Джерджи Бубани, эмигрировавшего в молодости из Албании в Румынию. Дионис, после окончания средней школы в Бухаресте, с 1932 по 1933 печатался в газете «Kosova» (Констанца). В 1939 году переехал вместе со своей семьей в Албанию.
После прихода коммунистов к власти в 1944 году, его отец был арестован. Дионис, для сохранения семьи, начал работать на заводе по производству велосипедов, продавал сигареты на улицах Тираны, позже работал наборщиком в Министерстве иностранных дел.
Изучал албанскую филологию и литературу в Тиранском университете. В 1946 занялся журналистикой, сотрудничал с газетами «Letrari i ri» («Новая литература»), «Rinia» («Молодежь»), печатался в юмористическом журнале «Hosteni», редактором которого стал позже.
Автор статей, очерков, произведений для детей, сатирический и юмористических произведений, памфлетов, текстов песен. Был известным переводчиком албанских произведений на румынский язык и с румынского на албанский язык.

## Избранные произведения
- Armiku i grave (Враг женщин)
- Bileta e llotarisë (Судьба по лотерее)
- Kandidati i shkencave (Кандидат наук)
- Milioner pa asnjë kacidhë (либретто)
- Skena dhe prapaskena (памфлеты).